# مدرسة نيماور
مدرسة نيماور هي مدرسة تاريخية تعود إلى السلالة الصفوية، وتقع في أصفهان.